# ポンループ
ポンループは、かつてグレープカンパニーで活動していた日本の男女お笑いコンビ。

## メンバー
（出典:）

アミ（1992年11月20日（32歳） - ）
ツッコミ担当。
大阪府出身、同志社大学卒業（同志社大学喜劇研究会）。身長173 cm、体重73 kg。足の大きさ26 cm。血液型はA型。
趣味および特技はバレーボール。
趣味は映画鑑賞、テニス、野球、旅行、スイーツ巡り、脳トレ。特技は大きい声を出す、暗記する。
普通自動車第1種免許、英検準2級の資格を所持している。
コンビ結成以前は、ピン芸人「アミムラカミ」として活動していた。
薄幸（納言）、野澤輸出（ダイヤモンド）、大原優一（ダンビラムーチョ）とルームシェアをしている。
女芸人No.1決定戦 THE Wの2020年の第4回大会では、ふるやいなや（スーパーニュウニュウ）とのユニット「POFFY」を組んで準決勝まで進出。2021年の第5回大会、2022年の第6回大会でもそれぞれ同ユニット「POFFY」として準決勝まで進出した。
2021年6月23日放送の『水曜日のダウンタウン』（TBSテレビ）の「知り合いの中から好きな人順に告白していけば誰でもさすがに100人以内で恋人できる説」の検証で71人に告白し、唯一脈ありだった19人目のジュースマンズ洋次郎と交際することとなった。2021年12月25日放送のラジオ番組『かが屋の鶴の間』（中国放送）に2人でゲスト出演し、交際後メディアで初共演している。
ポンループ解散後は3か月間活動を停止中、お笑い界からの進退を考えていたが2023年12月4日に活動継続を表明。これに伴い、芸名をカズレーザー（メイプル超合金）が名付けてくれた「粗大アミ」へ改名。

こまってます鈴木（こまってますすずき、1989年6月24日（35歳） - ）
ボケ担当。
静岡県焼津市出身。身長174 cm、体重65 kg。足の大きさ26 cm。血液型はA型。
本名及び旧芸名、鈴木 駿佑（すずき しゅんすけ）。
趣味はサッカー・NBA観戦、特技は早起きとフラフープ。
普通自動車第1種の免許を所持している。
2022年、R-1グランプリへの出場を誰にもバレないように黙って「キャンディ」という名義でエントリーし、「キャンディって名前でR-1エントリーしたの誰ですか?」という話になって事務所のLINEグループ内で意図せず目立ち、やがてキャンディの正体が鈴木であることがバレてしまった。そして結果は1回戦敗退であった。
コンビ結成から4年を経た頃に「実家がファミマ」であることをアミに打ち明けたが、よくよく聞くと字面から想像する「実家がファミマ像」からはかけ離れている様子。
2023年8月3日配信のYouTube『ポンループチャンネル』で、本名と同一だった芸名を「こまってます鈴木」へ改名した旨を発表。

## 概要
お試し期間を経て2017年6月結成。ツギクル芸人グランプリで決勝進出、M-1グランプリで準々決勝進出、たけしが認めた若手芸人ビートたけし杯『お笑い日本一』で決勝進出、ザ・葡萄王で最終決戦に進出するなど実績を挙げていたが、2023年9月初旬に鈴木から解散の申し出を受けて、同年9月30日限りで解散。なお、この年のM-1グランプリでは1回戦を通過していたが、解散により2回戦は辞退した。

## 芸風
主に漫才で、アミがキレ口調で勢いよく喋るしゃべくり漫才を演じる。コントも時折行う。

## 賞レース成績
- M-1グランプリ2019 3回戦進出[17]
- M-1グランプリ2020 1回戦敗退[17]
- ツギクル芸人グランプリ2021 決勝進出[19]
- M-1グランプリ2021 準々決勝進出[17]
- M-1グランプリ2022 2回戦進出
- 第5回 たけしが認めた若手芸人ビートたけし杯『お笑い日本一』 決勝進出
- ザ・葡萄王 決勝3位

## 出演

### テレビ
- 有田ジェネレーション（TBSテレビ、2018年8月1日[20]）
- ネタパレ（フジテレビ、2020年1月31日[21]）
- 冗談騎士（BSフジ、2019年10月16日[22]）
- サンドと石井の知りすぎた芸人たちの会!（TBSテレビ、2020年8月1日[23]）
- 水曜日のダウンタウン（TBSテレビ、2021年5月26日[24][25]・6月23日[26]・10月20日[27]）アミのみ
- 賞金奪い合いネタバトル ソウドリ〜SOUDORI〜（TBSテレビ、2021年8月23日[28][注 3]）
- ツギクル芸人グランプリ2021（フジテレビ、2021年9月18日[19]）関東ローカル

### ラジオ
- マイナビ Laughter Night（TBSラジオ、不定期出演）
- RADIO UnoZero（文化放送、2020年4月19日）
- あぁ〜しらきのお笑い給湯室 132回（東京ネットラジオ、2020年9月3日[30][31]）
- 『笑wave』ポンループのでっかいあたし（Japan Cross Radio）[32][注 4]

### ネット
- おぎやはぎの「ブス」テレビ（AbemaTV）